# Pseudopoda mamillaris
Espèce
Pseudopoda mamillaris est une espèce d'araignées aranéomorphes de la famille des Sparassidae.

## Distribution
Cette espèce est endémique du Yunnan en Chine,. Elle se rencontre dans le xian de Lüchun.

## Description
Les femelles mesurent de 7,2 à 8,0 mm.
Le mâle décrit par Zhang, Pan, Zhang, Xing, Yu et Zhong en 2025 mesure 7,3 mm et la femelle 9,2 mm.

## Systématique et taxinomie
Cette espèce a été décrite par Zhang, Jäger et Liu en 2023.

## Publication originale
- Zhang, Zhu, Zhong, Jäger & Liu, 2023 : « A taxonomic revision of the spider genus Pseudopoda Jäger, 2000 (Araneae: Sparassidae) from East, South and Southeast Asia. » Megataxa, vol. 9, no 1, p. 1-304.